# Resolutie 37 Veiligheidsraad Verenigde Naties
Resolutie 37 van de Veiligheidsraad van de Verenigde Naties werd op 9 december 1947 aangenomen zonder stemming.

## Inhoud
De Veiligheidsraad besloot de volgende herziene regels – over de toelating van nieuwe VN-leden – in zijn procedures op te nemen:
- Regel 58: Elke kandidaat-lidstaat moet een aanvraag indienen bij de secretaris-generaal. Hierin moet het land verklaren de verplichtingen in het Handvest van de Verenigde Naties te aanvaarden.
- Regel 60:
  - De Veiligheidsraad maakt uit of het land vredelievend is en in staat is en de wil heeft om zijn verplichtingen te vervullen, en aldus of het land voor lidmaatschap wordt aanbevolen.
  - De aanbeveling of een rapport over het uitstel of de weigering wordt naar de Algemene Vergadering gestuurd.
  - Een aanbeveling wordt niet eerder dan 4 dagen voor een speciale en 25 dagen voor een gewone zitting van de Algemene Vergadering verzonden.
  - In speciale gevallen kan van bovenstaande limieten afgeweken worden.

## Verwante resoluties
- Resolutie 33 Veiligheidsraad Verenigde Naties over eerdere wijzigingen in de procedures.

Lijst ·  16 ·  17 ·  18 ·  19 ·  20 ·  21 ·  22 ·  23 ·  24 ·  25 ·  26 ·  27 ·  28 ·  29 ·  30 ·  31 ·  32 ·  33 ·  34 ·  35 ·  36 ·  37